# Andrzej Krupiński
Andrzej B. Krupiński (ur. w 1941 w Puławach) – doktor nauk technicznych z zakresu historii architektury i konserwacji zabytków Politechniki Krakowskiej.

## Życiorys
Jest absolwentem historii sztuki na Uniwersytecie Jagiellońskim. Swoją karierę zawodową rozpoczął w krakowskim oddziale Pracowni Konserwacji Zabytków, gdzie pracował w latach 1970 – 1975. Przez kolejne sześć lat pełnił funkcję wojewódzkiego konserwatora zabytków w Tarnowie. W późniejszym czasie piastował stanowiska m.in. dyrektora Muzeum Okręgowego w Nowym Sączu, główny specjalista ds. naukowo-konserwatorskich w Kierownictwie Odnowienia Zamku Królewskiego na Wawelu. Pracował na kontrakcie w Peterhofie, gdzie odpowiedzialny był za realizację tzw. „Wielkiej Kaskady” – zespołu wodospadów i wodotrysków, będącego częścią założenia pałacowo ogrodowego Piotra I z początku XVIII wieku. Wśród najważniejszych przedsięwzięć w swojej pracy konserwatora poza powyższymi wymienia również Pałac Biskupów Krakowskich w Kielcach, Wnętrze Hal Sukiennic Krakowskich, Barbakan w Krakowie.
Niezależnie od pracy zawodowej od czterdziestu lat realizuje badania naukowe. Jest wykładowcą zagadnień dotyczących ochrony dóbr kultury w krajach Unii Europejskiej w Państwowej Wyższej Szkole Zawodowej w Tarnowie. Pomysłodawca i współorganizator stowarzyszenia Artystów Plastyków „Sztuka Podhalańska” funkcjonującego przez 10 lat na Podhalu. Publikuje, współpracuje z czasopismami naukowymi, miesięcznikami, tygodnikami i gazetami regionalnymi. Ponadto ma na swoim koncie kilkanaście pozycji książkowych min. Zabytki urbanistyki i architektury województwa tarnowskiego i ponad dwa tysiące artykułów (publikacje m.in. w tygodniku „Dunajec” 1981 – 1988). Od dwunastu lat współpracuje z „Dziennikiem Polskim”, w którym publikuje w swojej stałej kolumnie Z teki Andrzeja Krupińskiego, a także na stronie internetowej Urzędu Marszałkowskiego Wrota małopolski. Dotychczas opublikowane zostało 13 Tek rysunków wykonanych akwarelą wraz z opisem, poświęconych zabytkom powiatu bocheńskiego, brzeskiego i tarnowskiego oraz Tarnowa, Brzeska, Tuchowa i Pilzna. Pierwsza retrospekcyjna wystawa dr Andrzeja B. Krupińskiego prezentująca prace powstałe na przestrzeni ostatnich 30 lat, miała miejsce w Galerii Sztuki w Willi Orla w Zakopanem.

## Wybrane publikacje
- Andrzej B. Krupiński Gniazdo rodu Leliwitów zamek w Melsztynie, Muzeum Okręgowe w Tarnowie, 1982 r.
- Andrzej B. Krupiński Liceum Antoniego Kenara w Zakopanem, Zakopane 1988 r.
- Andrzej B. Krupiński, Jan Wielek Przewodnik po trasach turystycznych województwa nowosądeckiego Część 1. Centralny Ośrodek Informacji Turystycznej. Nowy Sącz 1989 r.
- Andrzej B. Krupiński (tekst), Jerzy Żak (fotografia), Krynica i okolice, Warszawa 1992r, Andrzej B. Krupiński, Dzieje architektur tzw. Górnych Koszar w Tarnowie, Tarnów 2000 r.
- Andrzej B. Krupiński Brzeski Przekładaniec Historie bardziej i mniej prawdziwe, legendy i facecje z Brzeska oraz z okolicy., Wydawnictwo Urzędu Miejskiego w Brzesku; 2002 r.
- Andrzej B. Krupiński Zabytki ziemi tarnowskiej w rysunkach i opisach Andrzeja B. Krupińskiego, Tarnów 2005 r.
- Andrzej B. Krupiński Zabytki ziemi bocheńskiej w rysunkach i opisach Andrzeja B. Krupińskiego, Bochnia 2005 r.
- Andrzej B. Krupiński Zabytki Tarnowa pędzlem malowane, Tarnów 2006 r.